# Russi
Russi é uma comuna italiana da região da Emília-Romanha, província de Ravena, com cerca de 10.499 habitantes. Estende-se por uma área de 46 km², tendo uma densidade populacional de 228 hab/km². Faz fronteira com Bagnacavallo, Faenza, Forlì (FC), Ravena.

## Demografia
| Variação demográfica do município entre 1861 e 2011                               |
|                                                                                   |
| Fonte: Istituto Nazionale di Statistica (ISTAT) - Elaboração gráfica da Wikipedia |